# 闽浙马尾杉
闽浙马尾杉（学名：Phlegmariurus minchegensis）为石杉科马尾杉属下的一个种。

## 扩展阅读
- 維基物種上的相關：闽浙马尾杉